# Nemestrinus dedecor
Nemestrinus dedecor är en tvåvingeart som först beskrevs av Friedrich Hermann Loew 1873.  Nemestrinus dedecor ingår i släktet Nemestrinus och familjen Nemestrinidae. Inga underarter finns listade i Catalogue of Life.